# Let the Music Play
From the Inside Out é o terceiro álbum de estúdio do cantor australiano Stan Walker, lançado pela editora discográfica Sony Music em 18 de novembro de 2011 na Austrália e três dias depois na Nova Zelândia.

## Lista de faixas
| N.º | Título                         | Compositor(es)                                                                                    | Produtor(es)                                          | Duração |  |
| 2.  | "Loud"                         | Drew Pearson, Stephen Wrabel, Jon Asher                                                           | Drew Pearson                                          |         |  |
| 3.  | "Music Won't Break Your Heart" | Walker, Anthony Egizii, David Musumeci                                                            | Anthony Egizii, David Musumeci                        |         |  |
| 4.  | "Galaxy"                       | Richard Vission, Ferras Alqaisi, Brett McLaughlin, Dominique Calvillo, Chico Bennett, Brad Ackley | Richard Vission, Chico Bennett, Brad Ackley*          |         |  |
| 5.  | "Song In My Head"              | Walker, Lindsay Rimes, Brett Creswell                                                             | Lindsay Rimes                                         |         |  |
| 6.  | "Who We Are"                   | Walker, Egizii, Musumeci                                                                          | Anthony Egizii, David Musumeci                        |         |  |
| 7.  | "Forever I'm Yours"            | Walker, Fady "Faydee" Fatrouni, Khaled Rohaim                                                     | Khaled                                                |         |  |
| 8.  | "Shine"                        | Pearson, Wrabel, Asher                                                                            | Drew Pearson                                          |         |  |
| 9.  | "Invisible"                    | Walker, Rimes, Annabel Fay, Danielle Blakey                                                       | Lindsay Rimes                                         |         |  |
| 10. | "Won't Let You Down"           | Walker, Nicholas "RAS" Furlong                                                                    | Adam "Wyshmaster" Cherrington, Nicholas "RAS" Furlong |         |  |
| 11. | "Light It Up"                  | Dennis White, John Locke, Charissa Saverio, Jon Asher                                             | Static Revenger                                       |         |  |
| 12. | "Move Your Body"               | Walker, Michael D'Arcy                                                                            | Michael D'Arcy                                        |         |  |
| 13. | "Tear Down These Walls"        | Walker, Kaelyn Behr, Barry Southgate                                                              | Styalz Fuego                                          |         |  |
| 14. | "Welcome Home"                 | Dave Dobbyn                                                                                       | Carl Dimataga                                         |         |  |
| 15. | "Songbird"                     | Christine McVie                                                                                   | Carl Dimataga                                         |         |  |

(*) Denota produtor adicional 

Notas
- Faixa 4, "Galaxy", foi originalmente incluída no álbum de Jessica Mauboy, Get 'Em Girls.
- Faixa 14, "Welcome Home", é um cover da canção de Dave Dobbyn de 2005.
- Faixa 15, "Songbird", é uma versão cover da canção de Eva Cassidy.

## Desempenho
| Tabela (2011)                            | Melhor posição |
| ---------------------------------------- | -------------- |
| Austrália - ARIA Albums Chart            | 18             |
| Austrália - ARIA Urban Albums Chart      | 3              |
| Nova Zelândia - New Zealand Albums Chart | 12             |

| Tabela (2011)                               | Posição |
| ------------------------------------------- | ------- |
| Austrália - Australian Artists Albums Chart | 37      |

## Histórico de lançamento
| País          | Data                   | Formato(s)           | Gravadora  |
| ------------- | ---------------------- | -------------------- | ---------- |
| Austrália     | 18 de novembro de 2011 | CD, Download digital | Sony Music |
| Nova Zelândia | 18 de novembro de 2011 | Digital download     | Sony Music |
| Nova Zelândia | 21 de novembro de 2011 | CD                   | Sony Music |